# GameStop

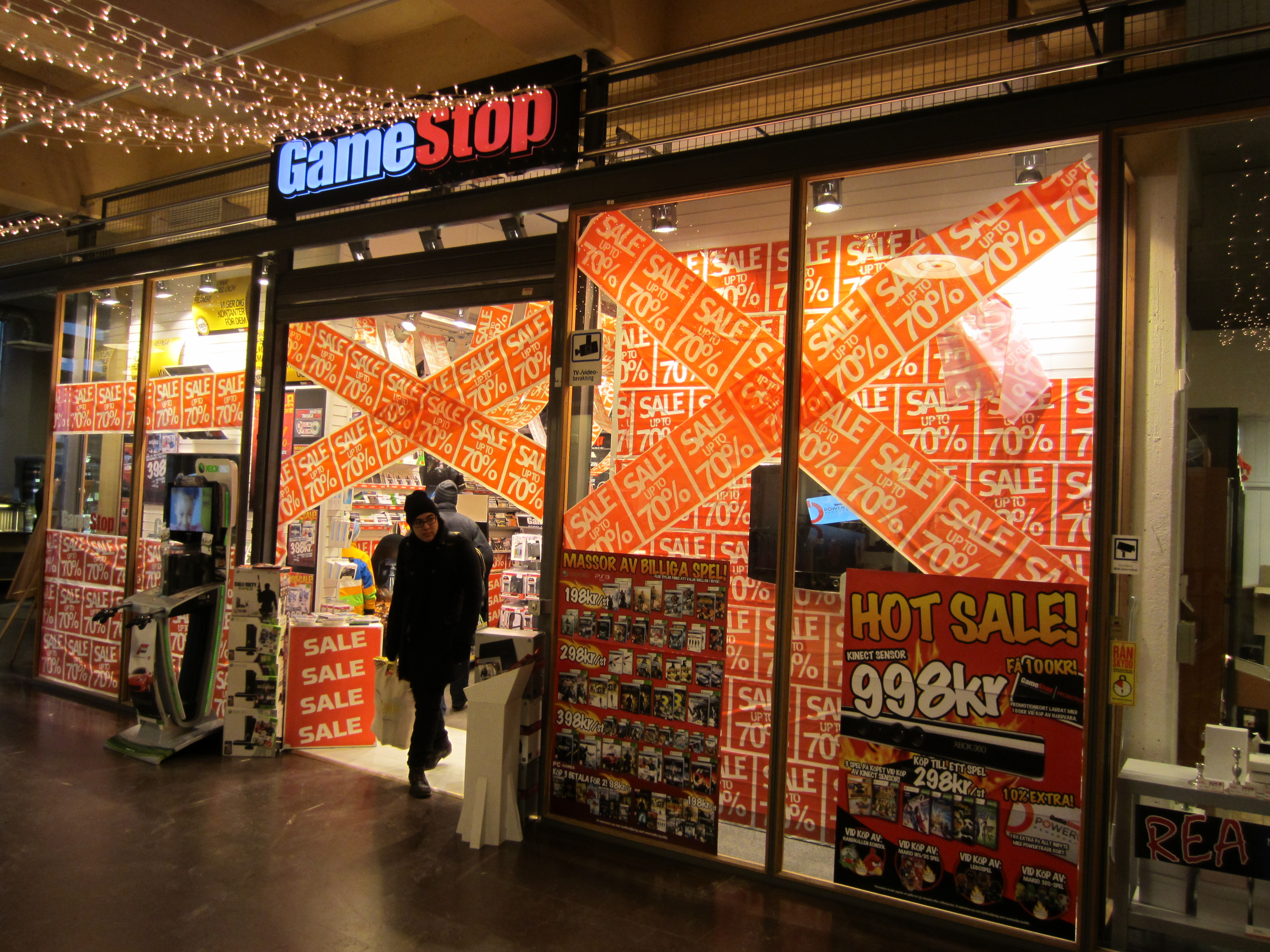
GameStop, Umeå

GameStop — найбільша роздрібна мережа з продажу гральних консолей, відеоігор, ігрових аксесуарів для персональних комп'ютерів та гральних консолей.

## Про компанію GameStop
Мережа магазинів GameStop нараховує 6 100 точок продажів у США і 17 країнах у всьому світі (Австрія, Австралія, Канада, Данія, Фінляндія, Франція та інші). Магазини компанії також представлені торговими точками під марками EB Games та Electronics Boutique. Компанія випускає журнал про відеоігри під назвою «Game Informer».

## Історія компанії
Історія компанії почалася з невеликої фірми Babbage's , що займалася продажем програмного забезпечення в місті Даллас, штат Техас. Шлях маленької компанії до бренду GameStop почався з серії злиттів з іншими компаніями. Перше злиття було з Software Etc., що призвело до утворення Babbage's Etc. LLC. 1999 року ця компанія була продана Barnes & Noble — великій роздрібній мережі, що займається продажем книг, електронних книг, журналів, DVD- та Blu Ray-дисків. Наступне злиття було з компанією Funco, Inc у червні 2000 року, яку також придбала Barnes & Noble. Таким чином Babbage's Etc. LLC стала дочірньою компанією Funco, Inc, а наприкінці 2000 року Funco, Inc змінила свою назву на GameStop.
Наприкінці 2004 року компанія повністю викупила свої акції у Barnes & Noble, ставши незалежною. 2005 року була придбана компанія Electronics Boutique, а 2007 року була куплена Rhino Video Games у мережі Blockbuster.